# Lista de atores do Universo Estendido da DC
O Universo Estendido da DC é uma franquia de mídia e universo ficcional compartilhado que é o cenário de filmes de super-heróis produzidos de forma independente pela Warner Bros. Pictures, com base nos personagens que aparecem nas publicações da DC Comics.
Como a franquia é composta de filmes adaptados de uma variedade de propriedades da DC Comics, existem vários atores principais. Henry Cavill como Kal-El / Clark Kent / Superman nos filmes Man of Steel (2013) e Batman v Superman: Dawn of Justice (2016), enquanto Ben Affleck e Gal Gadot interpretam Bruce Wayne / Batman e Princesa Diana / Mulher Maravilha em Batman v Superman: Dawn of Justice (2016), respectivamente. Affleck reprisa seu papel em Suicide Squad (2016) e estava escalado para reprisar novamente em The Batman (2021) mas deixou o projeto, deixando para Robert Pattinson assumir seu lugar e estrelar o personagem. Gadot reprisa seu papel em Wonder Woman (2017) e Wonder Woman 1984 (2020), e todos os três atores reprisaram seua papeis em Justice League (2017). Ezra Miller, Jason Momoa e Ray Fisher interpretaram Barry Allen / Flash, Arthur Curry / Aquaman e Victor Stone / Ciborgue em Batman v Superman: Dawn of Justice e fizeram um cameo em Suicide Squad, reprisaram seus papeis no filme Justice League assim como seus respectivos filmes solos; The Flash (2022), Aquaman (2018). Zachary Levi interpreta o epônimo protagonista em Shazam (2019), com Asher Angel interpretando o alter-ego do personagem Billy Batson e Dwayne Johnson interpretará Teth-Adam / Adão Negro no filme não intitulado do Black Adam (2021).
Em 20 de maio de 2020, confirmou-se que a produção e a conclusão da versão original e inalterada de Justice League de Zack Snyder foram confirmadas para um lançamento em 2021. O filme será lançado como Zack Snyder's Justice League na plataforma de streaming HBO Max, com o elenco original confirmado para retornar para mais ADR.
Outros membros do elenco que são personagens recorrentes tiveram aparições em múltiplos filmes e séries da franquia incluindo Amy Adams, Kevin Costner, Jai Courtney, Viola Davis, Jesse Eisenberg, Amber Heard, Jeremy Irons, Joel Kinnaman, Diane Lane, Yahya Abdul-Mateen II, Joe Morton, Connie Nielsen, Chris Pine, Patrick Wilson e Robin Wright.

## Elenco
| Personagem                                         | Man of Steel                                                     | Batman v Superman: Dawn of Justice | Suicide Squad                | Wonder Woman                                        | Justice League               | Aquaman                                                                          | Shazam!                                                           | Birds of Prey                                           | Wonder Woman 1984                                   | The Suicide Squad            | Black Adam                   | Shazam! 2                    | The Flash                    | Aquaman 2                    |  |
| Ano                                                | 2013                                                             | 2016                               | 2016                         | 2017                                                | 2017                         | 2018                                                                             | 2019                                                              | 2020                                                    | 2020                                                | 2021                         | 2021                         | 2022                         | 2022                         | 2022                         |  |
| Introduzidos em Man of Steel                       | Introduzidos em Man of Steel                                     | Introduzidos em Man of Steel       | Introduzidos em Man of Steel | Introduzidos em Man of Steel                        | Introduzidos em Man of Steel | Introduzidos em Man of Steel                                                     | Introduzidos em Man of Steel                                      | Introduzidos em Man of Steel                            | Introduzidos em Man of Steel                        | Introduzidos em Man of Steel | Introduzidos em Man of Steel | Introduzidos em Man of Steel | Introduzidos em Man of Steel | Introduzidos em Man of Steel |  |
| -------------------------------------------------- | ---------------------------------------------------------------- | ---------------------------------- | ---------------------------- | --------------------------------------------------- | ---------------------------- | -------------------------------------------------------------------------------- | ----------------------------------------------------------------- | ------------------------------------------------------- | --------------------------------------------------- | ---------------------------- | ---------------------------- | ---------------------------- | ---------------------------- | ---------------------------- |  |
| Tor-An                                             | Richard Cetrone                                                  |                                    |                              |                                                     |                              |                                                                                  |                                                                   |                                                         |                                                     |                              |                              |                              |                              |                              |  |
| Bibbo Bibbowski                                    | Bruce Bohne                                                      |                                    |                              |                                                     |                              |                                                                                  |                                                                   |                                                         |                                                     |                              |                              |                              |                              |                              |  |
| Kenny Braverman                                    | Rowen Kahn                                                       |                                    |                              |                                                     |                              |                                                                                  |                                                                   |                                                         |                                                     |                              |                              |                              |                              |                              |  |
| Chrissy                                            | Carmen Lavigne                                                   |                                    |                              |                                                     |                              |                                                                                  |                                                                   |                                                         |                                                     |                              |                              |                              |                              |                              |  |
| Jor-El                                             | Russell Crowe                                                    |                                    |                              |                                                     |                              |                                                                                  |                                                                   |                                                         |                                                     |                              |                              |                              |                              |                              |  |
| Kal-El / Clark Kent Superman                       | Henry Cavill Dylan Sprayberry (jovem)Cooper Timberline (criança) | Henry Cavill                       |                              |                                                     | Henry Cavill                 |                                                                                  | Ryan HadleyC                                                      |                                                         |                                                     |                              |                              |                              |                              |                              |  |
| Dev-Em                                             | Revard Dufresne                                                  |                                    |                              |                                                     |                              |                                                                                  |                                                                   |                                                         |                                                     |                              |                              |                              |                              |                              |  |
| Lor-Em                                             | Julian Richings                                                  |                                    |                              |                                                     |                              |                                                                                  |                                                                   |                                                         |                                                     |                              |                              |                              |                              |                              |  |
| Faora                                              | Antje Traue                                                      |                                    |                              |                                                     |                              |                                                                                  |                                                                   |                                                         |                                                     |                              |                              |                              |                              |                              |  |
| Carrie Farris                                      | Christina Wren                                                   | Christina Wren                     | Christina WrenC              |                                                     |                              |                                                                                  |                                                                   |                                                         |                                                     |                              |                              |                              |                              |                              |  |
| Emil Hamilton                                      | Richard Schiff                                                   |                                    |                              |                                                     |                              |                                                                                  |                                                                   |                                                         |                                                     |                              |                              |                              |                              |                              |  |
| Nathan Hardy                                       | Christopher Meloni                                               |                                    |                              |                                                     |                              |                                                                                  |                                                                   |                                                         |                                                     |                              |                              |                              |                              |                              |  |
| Jenny Jurwich                                      | Rebecca Buller                                                   | Rebecca Buller                     |                              |                                                     |                              |                                                                                  |                                                                   |                                                         |                                                     |                              |                              |                              |                              |                              |  |
| Kelex                                              | Rondel ReynoldsonV                                               |                                    |                              |                                                     |                              |                                                                                  |                                                                   |                                                         |                                                     |                              |                              |                              |                              |                              |  |
| Kelor                                              | Carla GuginoV                                                    | Carla GuginoV                      |                              |                                                     |                              |                                                                                  |                                                                   |                                                         |                                                     |                              |                              |                              |                              |                              |  |
| Jonathan Kent                                      | Kevin Costner                                                    | Kevin CostnerC                     |                              |                                                     | Kevin CostnerP               |                                                                                  |                                                                   |                                                         |                                                     |                              |                              |                              |                              |                              |  |
| Martha Kent                                        | Diane Lane                                                       | Diane Lane                         |                              |                                                     | Diane Lane                   |                                                                                  |                                                                   |                                                         |                                                     |                              |                              |                              |                              |                              |  |
| Lois Lane                                          | Amy Adams                                                        | Amy Adams                          |                              |                                                     | Amy Adams                    |                                                                                  |                                                                   |                                                         |                                                     |                              |                              |                              |                              |                              |  |
| Lana Lang                                          | Jadin Gould                                                      | Emily PetersonC                    |                              |                                                     |                              |                                                                                  |                                                                   |                                                         |                                                     |                              |                              |                              |                              |                              |  |
| Father Leone                                       | Coburn Goss                                                      | Coburn Goss                        |                              |                                                     |                              |                                                                                  |                                                                   |                                                         |                                                     |                              |                              |                              |                              |                              |  |
| Steve Lombard                                      | Michael Kelly                                                    |                                    |                              |                                                     |                              |                                                                                  |                                                                   |                                                         |                                                     |                              |                              |                              |                              |                              |  |
| Lara Lor-Van                                       | Ayelet Zurer                                                     |                                    |                              |                                                     |                              |                                                                                  |                                                                   |                                                         |                                                     |                              |                              |                              |                              |                              |  |
| Nadira                                             | Apollonia Vanova                                                 |                                    |                              |                                                     |                              |                                                                                  |                                                                   |                                                         |                                                     |                              |                              |                              |                              |                              |  |
| Pete Ross                                          | Joseph Cranford                                                  | Joseph CranfordC                   |                              |                                                     |                              |                                                                                  |                                                                   |                                                         |                                                     |                              |                              |                              |                              |                              |  |
| Calvin Swanwick                                    | Harry Lennix                                                     | Harry Lennix                       |                              |                                                     |                              |                                                                                  |                                                                   |                                                         |                                                     |                              |                              |                              |                              |                              |  |
| Jax-Ur                                             | Mackenzie Gray                                                   |                                    |                              |                                                     |                              |                                                                                  |                                                                   |                                                         |                                                     |                              |                              |                              |                              |                              |  |
| Car-Vex                                            | Samantha Jo                                                      |                                    |                              |                                                     |                              |                                                                                  |                                                                   |                                                         |                                                     |                              |                              |                              |                              |                              |  |
| Perry White                                        | Laurence Fishburne                                               | Laurence Fishburne                 |                              |                                                     |                              |                                                                                  |                                                                   |                                                         |                                                     |                              |                              |                              |                              |                              |  |
| Glen Woodburn                                      | Chad Krowchuk                                                    | Chad Krowchuk                      |                              |                                                     |                              |                                                                                  |                                                                   |                                                         |                                                     |                              |                              |                              |                              |                              |  |
| Ro-Zar                                             | Mary Black                                                       |                                    |                              |                                                     |                              |                                                                                  |                                                                   |                                                         |                                                     |                              |                              |                              |                              |                              |  |
| General Zod                                        | Michael Shannon                                                  | Michael ShannonC                   |                              |                                                     |                              |                                                                                  |                                                                   |                                                         |                                                     |                              |                              |                              |                              |                              |  |
| Introduzidos em Batman v Superman: Dawn of Justice |                                                                  |                                    |                              |                                                     |                              |                                                                                  |                                                                   |                                                         |                                                     |                              |                              |                              |                              |                              |  |
| Barry Allen Flash                                  |                                                                  | Ezra Miller                        | Ezra Miller                  |                                                     | Ezra Miller                  |                                                                                  |                                                                   |                                                         |                                                     |                              |                              |                              | Ezra Miller                  |                              |  |
| Charlie                                            |                                                                  | Ewen BremnerFC                     |                              | Ewen Bremner                                        |                              |                                                                                  |                                                                   |                                                         |                                                     |                              |                              |                              |                              |                              |  |
| Chief                                              |                                                                  | Eugene Brave RockFC                |                              | Eugene Brave Rock                                   |                              |                                                                                  |                                                                   |                                                         |                                                     |                              |                              |                              |                              |                              |  |
| Joe Chill                                          |                                                                  | Damon Caro (não creditado)         |                              |                                                     |                              |                                                                                  |                                                                   |                                                         |                                                     |                              |                              |                              |                              |                              |  |
| Arthur Curry Aquaman                               |                                                                  | Jason Momoa                        | Jason Momoa FC               |                                                     | Jason Momoa                  | Jason Momoa Kaan Guldur (criança)Otis Dhanji (adolescente)Kekoa Kekumano (jovem) |                                                                   |                                                         |                                                     |                              |                              |                              |                              | Jason Momoa                  |  |
| Apocalypse                                         |                                                                  | Robin Atkin Downes                 |                              |                                                     |                              |                                                                                  |                                                                   |                                                         |                                                     |                              |                              |                              |                              |                              |  |
| June Finch                                         |                                                                  | Holly Hunter                       |                              |                                                     |                              |                                                                                  |                                                                   |                                                         |                                                     |                              |                              |                              |                              |                              |  |
| Mercy Graves                                       |                                                                  | Tao Okamoto                        |                              |                                                     |                              |                                                                                  |                                                                   |                                                         |                                                     |                              |                              |                              |                              |                              |  |
| Wallace Keefe                                      |                                                                  | Scoot McNairy                      |                              |                                                     |                              |                                                                                  |                                                                   |                                                         |                                                     |                              |                              |                              |                              |                              |  |
| Jenet Klyburn                                      |                                                                  | Jena Malone                        |                              |                                                     |                              |                                                                                  |                                                                   |                                                         |                                                     |                              |                              |                              |                              |                              |  |
| Anatoli Knyazev                                    |                                                                  | Callan Mulvey                      |                              |                                                     |                              |                                                                                  |                                                                   |                                                         |                                                     |                              |                              |                              |                              |                              |  |
| Lex Luthor                                         |                                                                  | Jesse Eisenberg                    |                              |                                                     | Jesse Eisenberg              |                                                                                  |                                                                   |                                                         |                                                     |                              |                              |                              |                              |                              |  |
| Jimmy Olsen                                        |                                                                  | Michael CassidyC                   |                              |                                                     |                              |                                                                                  |                                                                   |                                                         |                                                     |                              |                              |                              |                              |                              |  |
| Alfred Pennyworth                                  |                                                                  | Jeremy Irons                       |                              |                                                     | Jeremy Irons                 |                                                                                  |                                                                   |                                                         |                                                     |                              |                              |                              |                              |                              |  |
| Diana Prince Mulher Maravilha                      |                                                                  | Gal Gadot                          |                              | Gal GadotLilly Aspell (criança) Emily Carey (jovem) | Gal Gadot                    |                                                                                  |                                                                   |                                                         | Lilly Aspell (criança) Emily Carey (jovem)Gal Gadot |                              |                              |                              |                              |                              |  |
| Senador Purrington                                 |                                                                  | Patrick LeahyC                     |                              |                                                     |                              |                                                                                  |                                                                   |                                                         |                                                     |                              |                              |                              |                              |                              |  |
| Sameer                                             |                                                                  | Saïd TaghmaouiFC                   |                              | Saïd Taghmaoui                                      |                              |                                                                                  |                                                                   |                                                         |                                                     |                              |                              |                              |                              |                              |  |
| Steppenwolf                                        |                                                                  | Personagem CGIC                    |                              |                                                     | Ciarán Hinds                 |                                                                                  |                                                                   |                                                         |                                                     |                              |                              |                              |                              |                              |  |
| Silas Stone                                        |                                                                  | Joe MortonC                        |                              |                                                     | Joe Morton                   |                                                                                  |                                                                   |                                                         |                                                     |                              |                              |                              |                              |                              |  |
| Victor Stone Ciborgue                              |                                                                  | Ray Fisher                         |                              |                                                     | Ray Fisher                   |                                                                                  |                                                                   |                                                         |                                                     |                              |                              |                              | Ray Fisher                   |                              |  |
| Steve Trevor                                       |                                                                  | Chris PineFC                       |                              | Chris Pine                                          |                              |                                                                                  |                                                                   |                                                         | Chris Pine                                          |                              |                              |                              |                              |                              |  |
| Emmet Vale                                         |                                                                  | Ralph Lister                       |                              |                                                     |                              |                                                                                  |                                                                   |                                                         |                                                     |                              |                              |                              |                              |                              |  |
| Bruce Wayne Batman                                 |                                                                  | Ben AffleckBrandon Spink (criança) | Ben Affleck                  |                                                     | Ben Affleck                  |                                                                                  |                                                                   |                                                         |                                                     |                              |                              |                              | Ben AffleckMichael Keaton    |                              |  |
| Martha Wayne                                       |                                                                  | Lauren Cohan                       |                              |                                                     |                              |                                                                                  |                                                                   |                                                         |                                                     |                              |                              |                              |                              |                              |  |
| Thomas Wayne                                       |                                                                  | Jeffrey Dean Morgan                |                              |                                                     |                              |                                                                                  |                                                                   |                                                         |                                                     |                              |                              |                              |                              |                              |  |
| POTUS                                              |                                                                  | Patrick WilsonVC                   |                              |                                                     |                              |                                                                                  |                                                                   |                                                         |                                                     |                              |                              |                              |                              |                              |  |
| Introduzidos em Suicide Squad                      |                                                                  |                                    |                              |                                                     |                              |                                                                                  |                                                                   |                                                         |                                                     |                              |                              |                              |                              |                              |  |
| Rick Flag                                          |                                                                  |                                    | Joel Kinnaman                |                                                     |                              |                                                                                  |                                                                   |                                                         |                                                     | Joel Kinnaman                |                              |                              |                              |                              |  |
| Jonny Frost                                        |                                                                  |                                    | Jim Parrack                  |                                                     |                              |                                                                                  |                                                                   |                                                         |                                                     |                              |                              |                              |                              |                              |  |
| George Harkness Capitão Bumerangue                 |                                                                  |                                    | Jai Courtney                 |                                                     |                              |                                                                                  |                                                                   | Jai CourtneyF                                           |                                                     | Jai Courtney                 |                              |                              |                              |                              |  |
| Incubus                                            |                                                                  |                                    | Alain Chanoine               |                                                     |                              |                                                                                  |                                                                   |                                                         |                                                     |                              |                              |                              |                              |                              |  |
| Coringa                                            |                                                                  |                                    | Jared Leto                   |                                                     |                              |                                                                                  |                                                                   | Jared LetoC (metragem de arquivo)John Goth (substituto) |                                                     |                              |                              |                              |                              |                              |  |
| Waylon Jones Crocodilo                             |                                                                  |                                    | Adewale Akinnuoye-Agbaje     |                                                     |                              |                                                                                  |                                                                   |                                                         |                                                     |                              |                              |                              |                              |                              |  |
| Floyd Lawton Pistoleiro                            |                                                                  |                                    | Will Smith                   |                                                     |                              |                                                                                  |                                                                   |                                                         |                                                     |                              |                              |                              |                              |                              |  |
| Zoe Lawton                                         |                                                                  |                                    | Shailyn Pierre-Dixon         |                                                     |                              |                                                                                  |                                                                   |                                                         |                                                     |                              |                              |                              |                              |                              |  |
| June Moone Magia                                   |                                                                  |                                    | Cara Delevingne              |                                                     |                              |                                                                                  |                                                                   |                                                         |                                                     |                              |                              |                              |                              |                              |  |
| Harleen Quinzel Arlequina                          |                                                                  |                                    | Margot Robbie                |                                                     |                              |                                                                                  |                                                                   | Margot Robbie                                           |                                                     | Margot Robbie                |                              |                              |                              |                              |  |
| Chato Santana El Diablo                            |                                                                  |                                    | Jay Hernandez                |                                                     |                              |                                                                                  |                                                                   |                                                         |                                                     |                              |                              |                              |                              |                              |  |
| Dexter Tolliver                                    |                                                                  |                                    | David Harbour                |                                                     |                              |                                                                                  |                                                                   |                                                         |                                                     |                              |                              |                              |                              |                              |  |
| Amanda Waller                                      |                                                                  |                                    | Viola Davis                  |                                                     |                              |                                                                                  |                                                                   |                                                         |                                                     | Viola Davis                  |                              |                              |                              |                              |  |
| Christopher Weiss Amarra                           |                                                                  |                                    | Adam Beach                   |                                                     |                              |                                                                                  |                                                                   |                                                         |                                                     |                              |                              |                              |                              |                              |  |
| Tatsu Yamashiro Katana                             |                                                                  |                                    | Karen Fukuhara               |                                                     |                              |                                                                                  |                                                                   |                                                         |                                                     |                              |                              |                              |                              |                              |  |
| Introduzidos em Wonder Woman                       |                                                                  |                                    |                              |                                                     |                              |                                                                                  |                                                                   |                                                         |                                                     |                              |                              |                              |                              |                              |  |
| Acantha                                            |                                                                  |                                    |                              | Florence Kasumba                                    |                              |                                                                                  |                                                                   |                                                         |                                                     |                              |                              |                              |                              |                              |  |
| Aella                                              |                                                                  |                                    |                              | Hayley Warnes                                       |                              |                                                                                  |                                                                   |                                                         |                                                     |                              |                              |                              |                              |                              |  |
| Antíope                                            |                                                                  |                                    |                              | Robin Wright                                        | Robin Wright                 |                                                                                  |                                                                   |                                                         | Robin Wright                                        |                              |                              |                              |                              |                              |  |
| Ares Sir Patrick Morgan                            |                                                                  |                                    |                              | David Thewlis                                       | David Thewlis C              |                                                                                  |                                                                   |                                                         |                                                     |                              |                              |                              |                              |                              |  |
| Artemis                                            |                                                                  |                                    |                              | Ann Wolfe                                           |                              |                                                                                  |                                                                   |                                                         |                                                     |                              |                              |                              |                              |                              |  |
| Etta Candy                                         |                                                                  |                                    |                              | Lucy Davis                                          |                              |                                                                                  |                                                                   |                                                         |                                                     |                              |                              |                              |                              |                              |  |
| Egeria                                             |                                                                  |                                    |                              | Madeleine Vall Beijner                              |                              |                                                                                  |                                                                   |                                                         |                                                     |                              |                              |                              |                              |                              |  |
| Euboea                                             |                                                                  |                                    |                              | Samantha Jo                                         | Samantha Jo                  |                                                                                  |                                                                   |                                                         |                                                     |                              |                              |                              |                              |                              |  |
| Rainha Hipólita                                    |                                                                  |                                    |                              | Connie Nielsen                                      | Connie Nielsen               |                                                                                  |                                                                   |                                                         | Connie Nielsen                                      |                              |                              |                              |                              |                              |  |
| Erich Ludendorff                                   |                                                                  |                                    |                              | Danny Huston                                        |                              |                                                                                  |                                                                   |                                                         |                                                     |                              |                              |                              |                              |                              |  |
| Epione                                             |                                                                  |                                    |                              | Eleanor Matsuura                                    | Eleanor Matsuura             |                                                                                  |                                                                   |                                                         |                                                     |                              |                              |                              |                              |                              |  |
| Isabel Maru Doutora Veneno                         |                                                                  |                                    |                              | Elena Anaya                                         |                              |                                                                                  |                                                                   |                                                         |                                                     |                              |                              |                              |                              |                              |  |
| Menalippe                                          |                                                                  |                                    |                              | Lisa Loven Kongsli                                  | Lisa Loven Kongsli           |                                                                                  |                                                                   |                                                         |                                                     |                              |                              |                              |                              |                              |  |
| Mnemosyne                                          |                                                                  |                                    |                              | Josette Simon                                       |                              |                                                                                  |                                                                   |                                                         |                                                     |                              |                              |                              |                              |                              |  |
| Orana                                              |                                                                  |                                    |                              | Mayling Ng                                          |                              |                                                                                  |                                                                   |                                                         |                                                     |                              |                              |                              |                              |                              |  |
| Penthiselea                                        |                                                                  |                                    |                              | Brooke Ence                                         | Brooke Ence                  |                                                                                  |                                                                   |                                                         |                                                     |                              |                              |                              |                              |                              |  |
| Philippus                                          |                                                                  |                                    |                              | Ann Ogbomo                                          | Ann Ogbomo                   |                                                                                  |                                                                   |                                                         |                                                     |                              |                              |                              |                              |                              |  |
| Timandra                                           |                                                                  |                                    |                              | Danielle Lewis                                      | Danielle Lewis               |                                                                                  |                                                                   |                                                         |                                                     |                              |                              |                              |                              |                              |  |
| Trigona                                            |                                                                  |                                    |                              | Hari James                                          | Hari James                   |                                                                                  |                                                                   |                                                         |                                                     |                              |                              |                              |                              |                              |  |
| Venelia                                            |                                                                  |                                    |                              | Doutzen Kroes                                       | Doutzen Kroes                |                                                                                  |                                                                   |                                                         |                                                     |                              |                              |                              |                              |                              |  |
| Zeus                                               |                                                                  |                                    |                              | Personagem CGI                                      | Sergi Constance              |                                                                                  |                                                                   |                                                         |                                                     |                              |                              |                              |                              |                              |  |
| Introduzidos em Justice League                     |                                                                  |                                    |                              |                                                     |                              |                                                                                  |                                                                   |                                                         |                                                     |                              |                              |                              |                              |                              |  |
| Artemis                                            |                                                                  |                                    |                              |                                                     | Aurore Lauzeral              |                                                                                  |                                                                   |                                                         |                                                     |                              |                              |                              |                              |                              |  |
| Rei Ancião Atlanteano                              |                                                                  |                                    |                              |                                                     | Julian Lewis Jones           |                                                                                  |                                                                   |                                                         |                                                     |                              |                              |                              |                              |                              |  |
| Crispus Allen                                      |                                                                  |                                    |                              |                                                     | Kobna Holdbrook-Smith        |                                                                                  |                                                                   |                                                         |                                                     |                              |                              |                              |                              |                              |  |
| Dr. Henry Allen                                    |                                                                  |                                    |                              |                                                     | Billy Crudup                 |                                                                                  |                                                                   |                                                         |                                                     |                              |                              |                              |                              |                              |  |
| James Gordon                                       |                                                                  |                                    |                              |                                                     | J. K. Simmons                |                                                                                  |                                                                   |                                                         |                                                     |                              |                              |                              |                              |                              |  |
| Mera                                               |                                                                  |                                    |                              |                                                     | Amber Heard                  | Amber Heard                                                                      |                                                                   |                                                         |                                                     |                              |                              |                              |                              |                              |  |
| Elinore Stone                                      |                                                                  |                                    |                              |                                                     | Karen BrysonF                |                                                                                  |                                                                   |                                                         |                                                     |                              |                              |                              |                              |                              |  |
| Slade Wilson Exterminador                          |                                                                  |                                    |                              |                                                     | Joe Manganiello              |                                                                                  |                                                                   |                                                         |                                                     |                              |                              |                              |                              |                              |  |
| Yalan Gur                                          |                                                                  |                                    |                              |                                                     | Personagem CGI               |                                                                                  |                                                                   |                                                         |                                                     |                              |                              |                              |                              |                              |  |
| Introduzidos em Aquaman                            |                                                                  |                                    |                              |                                                     |                              |                                                                                  |                                                                   |                                                         |                                                     |                              |                              |                              |                              |                              |  |
| Rei Atlan O Rei Caído                              |                                                                  |                                    |                              |                                                     |                              | Graham McTavish                                                                  |                                                                   |                                                         |                                                     |                              |                              |                              |                              |                              |  |
| Rainha Atlanna                                     |                                                                  |                                    |                              |                                                     |                              | Nicole Kidman                                                                    |                                                                   |                                                         |                                                     |                              |                              |                              |                              |                              |  |
| Tom Curry                                          |                                                                  |                                    |                              |                                                     |                              | Temuera Morrison                                                                 |                                                                   |                                                         |                                                     |                              |                              |                              |                              |                              |  |
| Rei Ricou                                          |                                                                  |                                    |                              |                                                     |                              | Andrew Crawford (captura de movimento) Djimon Hounsou (voz)                      |                                                                   |                                                         |                                                     |                              |                              |                              |                              |                              |  |
| Rainha Fisherman                                   |                                                                  |                                    |                              |                                                     |                              | Natalia Safran                                                                   |                                                                   |                                                         |                                                     |                              |                              |                              |                              |                              |  |
| Princesa Fisherman                                 |                                                                  |                                    |                              |                                                     |                              | Sophia Forrest                                                                   |                                                                   |                                                         |                                                     |                              |                              |                              |                              |                              |  |
| David Hyde Arraia Negra                            |                                                                  |                                    |                              |                                                     |                              | Yahya Abdul-Mateen II                                                            |                                                                   |                                                         |                                                     |                              |                              |                              |                              | Yahya Abdul-Mateen II        |  |
| Karathen                                           |                                                                  |                                    |                              |                                                     |                              | Julie AndrewsVC                                                                  |                                                                   |                                                         |                                                     |                              |                              |                              |                              |                              |  |
| Jesse Kane                                         |                                                                  |                                    |                              |                                                     |                              | Michael Beach                                                                    |                                                                   |                                                         |                                                     |                              |                              |                              |                              |                              |  |
| Orm Marius Mestre do Oceano                        |                                                                  |                                    |                              |                                                     |                              | Patrick Wilson                                                                   |                                                                   |                                                         |                                                     |                              |                              |                              |                              | Patrick Wilson               |  |
| Murk                                               |                                                                  |                                    |                              |                                                     |                              | Ludi Lin                                                                         |                                                                   |                                                         |                                                     |                              |                              |                              |                              |                              |  |
| Rei Nereus                                         |                                                                  |                                    |                              |                                                     |                              | Dolph Lundgren                                                                   |                                                                   |                                                         |                                                     |                              |                              |                              |                              |                              |  |
| Nuidis Vulko                                       |                                                                  |                                    |                              |                                                     |                              | Willem Dafoe                                                                     |                                                                   |                                                         |                                                     |                              |                              |                              |                              |                              |  |
| Dr. Stephen Shin                                   |                                                                  |                                    |                              |                                                     |                              | Randall Park                                                                     |                                                                   |                                                         |                                                     |                              |                              |                              |                              | Randall Park                 |  |
| Topo                                               |                                                                  |                                    |                              |                                                     |                              | Personagem CGI                                                                   |                                                                   |                                                         |                                                     |                              |                              |                              |                              |                              |  |
| Rei Brine                                          |                                                                  |                                    |                              |                                                     |                              | Andrew Crawford (captura de movimento) John Rhys-Davies (voz)                    |                                                                   |                                                         |                                                     |                              |                              |                              |                              |                              |  |
| Introduzidos em Shazam!                            |                                                                  |                                    |                              |                                                     |                              |                                                                                  |                                                                   |                                                         |                                                     |                              |                              |                              |                              |                              |  |
| Teth Adam Adão Negro                               |                                                                  |                                    |                              |                                                     |                              |                                                                                  | Dwayne Johnson (substituto CGI)C                                  |                                                         |                                                     |                              | Dwayne Johnson               |                              |                              |                              |  |
| Billy Batson Shazam                                |                                                                  |                                    |                              |                                                     |                              |                                                                                  | Asher Angel (jovem)Zachary Levi (adulto)David Kohlsmith (criança) |                                                         |                                                     |                              |                              |                              |                              |                              |  |
| Mary Bromfield                                     |                                                                  |                                    |                              |                                                     |                              |                                                                                  | Grace Fulton (jovem)Michelle Borth (adulto)                       |                                                         |                                                     |                              |                              |                              |                              |                              |  |
| Eugene Choi                                        |                                                                  |                                    |                              |                                                     |                              |                                                                                  | Ian Chen (jovem)Ross Butler (adulto)                              |                                                         |                                                     |                              |                              |                              |                              |                              |  |
| Darla Dudley                                       |                                                                  |                                    |                              |                                                     |                              |                                                                                  | Faithe Herman (jovem)Meagan Good (adulto)                         |                                                         |                                                     |                              |                              |                              |                              |                              |  |
| Freddy Freeman                                     |                                                                  |                                    |                              |                                                     |                              |                                                                                  | Jack Dylan Grazer (jovem)Adam Brody (adulto)                      |                                                         |                                                     |                              |                              |                              |                              |                              |  |
| Senhor Cérebro                                     |                                                                  |                                    |                              |                                                     |                              |                                                                                  | David F. Sandberg                                                 |                                                         |                                                     |                              |                              |                              |                              |                              |  |
| Pedro Peña                                         |                                                                  |                                    |                              |                                                     |                              |                                                                                  | Jovan ArmandD. J. Cotrona (adulto)                                |                                                         |                                                     |                              |                              |                              |                              |                              |  |
| Dr. Thaddeus Silvana                               |                                                                  |                                    |                              |                                                     |                              |                                                                                  | Mark StrongEthan Pugiotto (criança)                               |                                                         |                                                     |                              |                              |                              |                              |                              |  |
| Sr. Sivana                                         |                                                                  |                                    |                              |                                                     |                              |                                                                                  | John Glover                                                       |                                                         |                                                     |                              |                              |                              |                              |                              |  |
| Rosa Vásquez                                       |                                                                  |                                    |                              |                                                     |                              |                                                                                  | Marta Milans                                                      |                                                         |                                                     |                              |                              | Marta Milans                 |                              |                              |  |
| Víctor Vásquez                                     |                                                                  |                                    |                              |                                                     |                              |                                                                                  | Cooper Andrews                                                    |                                                         |                                                     |                              |                              |                              |                              |                              |  |
| Shazam O Mago                                      |                                                                  |                                    |                              |                                                     |                              |                                                                                  | Djimon Hounsou                                                    |                                                         |                                                     |                              |                              |                              |                              |                              |  |
| Sete Pecados Capitais                              |                                                                  |                                    |                              |                                                     |                              |                                                                                  | Steve Blum, Darin De Paul, Fred Tatasciore (vozes)                |                                                         |                                                     |                              |                              |                              |                              |                              |  |
| Introduzidos em Birds of Prey                      |                                                                  |                                    |                              |                                                     |                              |                                                                                  |                                                                   |                                                         |                                                     |                              |                              |                              |                              |                              |  |
| Maria Bertinelli                                   |                                                                  |                                    |                              |                                                     |                              |                                                                                  |                                                                   | Charlene Amoia                                          |                                                     |                              |                              |                              |                              |                              |  |
| Happy                                              |                                                                  |                                    |                              |                                                     |                              |                                                                                  |                                                                   | Matt Willig                                             |                                                     |                              |                              |                              |                              |                              |  |
| Helena Bertinelli Caçadora                         |                                                                  |                                    |                              |                                                     |                              |                                                                                  |                                                                   | Mary Elizabeth WinsteadElla Mika (jovem)                |                                                     |                              |                              |                              |                              |                              |  |
| Cassandra Cain                                     |                                                                  |                                    |                              |                                                     |                              |                                                                                  |                                                                   | Ella Jay Basco                                          |                                                     |                              |                              |                              |                              |                              |  |
| Dinah Lance Canário Negro                          |                                                                  |                                    |                              |                                                     |                              |                                                                                  |                                                                   | Jurnee Smollett-Bell                                    |                                                     |                              |                              |                              |                              |                              |  |
| Renee Montoya                                      |                                                                  |                                    |                              |                                                     |                              |                                                                                  |                                                                   | Rosie Pérez                                             |                                                     |                              |                              |                              |                              |                              |  |
| Roman Sionis Máscara Negra                         |                                                                  |                                    |                              |                                                     |                              |                                                                                  |                                                                   | Ewan McGregor                                           |                                                     |                              |                              |                              |                              |                              |  |
| Victor Zsasz                                       |                                                                  |                                    |                              |                                                     |                              |                                                                                  |                                                                   | Chris Messina                                           |                                                     |                              |                              |                              |                              |                              |  |
| Introduzidos em Wonder Woman 1984                  |                                                                  |                                    |                              |                                                     |                              |                                                                                  |                                                                   |                                                         |                                                     |                              |                              |                              |                              |                              |  |
| Dr. Barbara Ann Minerva Mulher-Leopardo            |                                                                  |                                    |                              |                                                     |                              |                                                                                  |                                                                   |                                                         | Kristen Wiig                                        |                              |                              |                              |                              |                              |  |
| Maxwell Lord                                       |                                                                  |                                    |                              |                                                     |                              |                                                                                  |                                                                   |                                                         | Pedro Pascal                                        |                              |                              |                              |                              |                              |  |
| TBA                                                |                                                                  |                                    |                              |                                                     |                              |                                                                                  |                                                                   |                                                         | Ravi Patel                                          |                              |                              |                              |                              |                              |  |
| TBA                                                |                                                                  |                                    |                              |                                                     |                              |                                                                                  |                                                                   |                                                         | Oakley Bull                                         |                              |                              |                              |                              |                              |  |
| TBA                                                |                                                                  |                                    |                              |                                                     |                              |                                                                                  |                                                                   |                                                         | Natasha Rothwell                                    |                              |                              |                              |                              |                              |  |
| TBA                                                |                                                                  |                                    |                              |                                                     |                              |                                                                                  |                                                                   |                                                         | Soundarya Sharma                                    |                              |                              |                              |                              |                              |  |
| TBA                                                |                                                                  |                                    |                              |                                                     |                              |                                                                                  |                                                                   |                                                         | Gabriella Wilde                                     |                              |                              |                              |                              |                              |  |
| Introduzidos em The Suicide Squad                  |                                                                  |                                    |                              |                                                     |                              |                                                                                  |                                                                   |                                                         |                                                     |                              |                              |                              |                              |                              |  |
| Brian Durlin Savant                                |                                                                  |                                    |                              |                                                     |                              |                                                                                  |                                                                   |                                                         |                                                     | Michael Rooker               |                              |                              |                              |                              |  |
| Richard Hertz Blackguard                           |                                                                  |                                    |                              |                                                     |                              |                                                                                  |                                                                   |                                                         |                                                     | Pete Davidson                |                              |                              |                              |                              |  |
| Javelin                                            |                                                                  |                                    |                              |                                                     |                              |                                                                                  |                                                                   |                                                         |                                                     | Flula Borg                   |                              |                              |                              |                              |  |
| Abner Krill Homem das Bolinhas                     |                                                                  |                                    |                              |                                                     |                              |                                                                                  |                                                                   |                                                         |                                                     | David Dastmalchian           |                              |                              |                              |                              |  |
| Nanaue Tubarão-Rei                                 |                                                                  |                                    |                              |                                                     |                              |                                                                                  |                                                                   |                                                         |                                                     | Steve AgeeV                  |                              |                              |                              |                              |  |
| Mongal                                             |                                                                  |                                    |                              |                                                     |                              |                                                                                  |                                                                   |                                                         |                                                     | Mayling Ng                   |                              |                              |                              |                              |  |
| Christopher Smith Pacificador                      |                                                                  |                                    |                              |                                                     |                              |                                                                                  |                                                                   |                                                         |                                                     | John Cena                    |                              |                              |                              |                              |  |
| Caça-Ratos 2                                       |                                                                  |                                    |                              |                                                     |                              |                                                                                  |                                                                   |                                                         |                                                     | Daniela Melchior             |                              |                              |                              |                              |  |
| John Monroe Doninha                                |                                                                  |                                    |                              |                                                     |                              |                                                                                  |                                                                   |                                                         |                                                     | Sean Gunn                    |                              |                              |                              |                              |  |
| Clifford DeVoe O Pensador                          |                                                                  |                                    |                              |                                                     |                              |                                                                                  |                                                                   |                                                         |                                                     | Peter Capaldi                |                              |                              |                              |                              |  |
| Floyd "TDK" Belkin Arm-Fall-Off-Boy                |                                                                  |                                    |                              |                                                     |                              |                                                                                  |                                                                   |                                                         |                                                     | Nathan Fillion               |                              |                              |                              |                              |  |
| Robert DuBois Sanguinário                          |                                                                  |                                    |                              |                                                     |                              |                                                                                  |                                                                   |                                                         |                                                     | Idris Elba                   |                              |                              |                              |                              |  |
| Tyla DuBois                                        |                                                                  |                                    |                              |                                                     |                              |                                                                                  |                                                                   |                                                         |                                                     | Storm Reid                   |                              |                              |                              |                              |  |
| Major General Mateo Suarez                         |                                                                  |                                    |                              |                                                     |                              |                                                                                  |                                                                   |                                                         |                                                     | Joaquín Cosío                |                              |                              |                              |                              |  |
| Presidente General Luna                            |                                                                  |                                    |                              |                                                     |                              |                                                                                  |                                                                   |                                                         |                                                     | Juan Diego Botto             |                              |                              |                              |                              |  |
| Otis Flannegan Caça-Ratos                          |                                                                  |                                    |                              |                                                     |                              |                                                                                  |                                                                   |                                                         |                                                     | Taika Waititi                |                              |                              |                              |                              |  |
| Sol Soria                                          |                                                                  |                                    |                              |                                                     |                              |                                                                                  |                                                                   |                                                         |                                                     | Alice Braga                  |                              |                              |                              |                              |  |
| Flo Crawley                                        |                                                                  |                                    |                              |                                                     |                              |                                                                                  |                                                                   |                                                         |                                                     | Tinashe Kajese               |                              |                              |                              |                              |  |
| TBA                                                |                                                                  |                                    |                              |                                                     |                              |                                                                                  |                                                                   |                                                         |                                                     | Julio Ruiz                   |                              |                              |                              |                              |  |
| Emilia Harcourt                                    |                                                                  |                                    |                              |                                                     |                              |                                                                                  |                                                                   |                                                         |                                                     | Jennifer Holland             |                              |                              |                              |                              |  |
| Introduzidos em Black Adam                         |                                                                  |                                    |                              |                                                     |                              |                                                                                  |                                                                   |                                                         |                                                     |                              |                              |                              |                              |                              |  |
| Albert Rothstein Esmaga-Átomo                      |                                                                  |                                    |                              |                                                     |                              |                                                                                  |                                                                   |                                                         |                                                     |                              | Noah Centineo                |                              |                              |                              |  |
| Adrianna Tomaz Ísis                                |                                                                  |                                    |                              |                                                     |                              |                                                                                  |                                                                   |                                                         |                                                     |                              | TBA                          |                              |                              |                              |  |
| Courtney Whitmore Stargirl                         |                                                                  |                                    |                              |                                                     |                              |                                                                                  |                                                                   |                                                         |                                                     |                              | TBA                          |                              |                              |                              |  |
| Introduced em Shazam! 2                            |                                                                  |                                    |                              |                                                     |                              |                                                                                  |                                                                   |                                                         |                                                     |                              |                              |                              |                              |                              |  |
| TBA                                                |                                                                  |                                    |                              |                                                     |                              |                                                                                  |                                                                   |                                                         |                                                     |                              |                              | TBA                          |                              |                              |  |
| Introduzidos em The Flash                          |                                                                  |                                    |                              |                                                     |                              |                                                                                  |                                                                   |                                                         |                                                     |                              |                              |                              |                              |                              |  |
| Iris West                                          |                                                                  |                                    |                              |                                                     |                              |                                                                                  |                                                                   |                                                         |                                                     |                              |                              |                              | Kiersey Clemons              |                              |  |
| Eobard Thawne Flash-Reverso                        |                                                                  |                                    |                              |                                                     |                              |                                                                                  |                                                                   |                                                         |                                                     |                              |                              |                              | TBA                          |                              |  |

## Mídia adicional:Zack Snyder's Justice League
O lançamento confirmado de Zack Snyder's Justice League marcará a primeira vez no Universo Estendido da DC em que um filme com duas versões completamente diferentes existe dentro da continuidade da franquia. O elenco confirmado para o filme, que foi revelado pelo diretor Snyder através da mídia social, e é compartilhado principalmente pelas versões inalteradas e teatrais do filme, é listado a seguir. Os membros do elenco que retornam reprisam seus papéis nas parcelas anteriores da franquia.

## Personagens adicionados em cenas deletadas
Vários personagens dos filmes da franquia foram introduzidos em cenas que não foram incluídas na edição final de seus respectivos filmes. Alguns deles têm recorrido em filmes posteriores, tendo sido previamente estabelecidos como parte do universo compartilhado nas ditas cenas e alguns foram totalmente omitidos da continuidade, não tendo ainda sido reintegrados em filmes futuros. Esses personagens são listados a seguir:
| Personagem                    | Batman v Superman: Dawn of Justice (2016) | Justice League (2017) | Zack Snyder's Justice League (2021) |
| ----------------------------- | ----------------------------------------- | --------------------- | ----------------------------------- |
| Hal Jordan Lanterna Verde     |                                           |                       | TBA                                 |
| Jonathan Kent                 |                                           |                       | Kevin Costner                       |
| Elinore Stone                 |                                           | Karen Bryson          | Karen Bryson                        |
| Iris West                     |                                           | Kiersey Clemons       | Kiersey Clemons                     |
| Nuidis Vulko                  |                                           | Willem Dafoe          |                                     |
| Ryan Choi                     |                                           | Orion Lee             | Orion Lee                           |
| Caçador de Marte J'onn J'onnz |                                           | Harry Lennix          | Harry Lennix                        |
| Darkseid                      |                                           | Ray Porter            | Ray Porter                          |
| DeSaad                        |                                           | Peter Guinness        | Peter Guinness                      |
| Jenet Klyburn                 | Jena Malone                               |                       |                                     |
| Steppenwolf                   | Personagem CGI                            |                       |                                     |